# Telaga Said
Telaga Said is een bestuurslaag in het regentschap Langkat van de provincie Noord-Sumatra, Indonesië. Telaga Said telt 3209 inwoners (volkstelling 2010).